# ファイティングアイスホッケー
『ファイティングアイスホッケー』（英語表記：FIGHTING ICE HOCKEY）は、1984年4月にデータイーストより発表されたアーケード用スポーツゲーム（アイスホッケー）である。

## ゲーム概要
4方向レバー、2つのボタン（パス・シュート〈攻撃時〉、タックル〈守備時〉）を使用してプレイヤーを操作する。
実際と同じく6人vs6人（CPU）の対戦ゲーム。1P専用である。3ピリオド制で1ピリオドに付き、タイムが100だけ与えられている。タイムはゴールや反則を犯した時にはストップする。またフェイスオフによって試合が開始、若しくは反則時のゲーム再開がなされる点も再現されている。尚、守備時にはタックルによってパックを奪う事ができるが、パックを持っていない選手にタックルするとラフプレイをとられ、タックルを仕掛けた選手は退場させられる。自軍に攻め込まれると、ゴールテンダーも操作が可能。
1ピリオドで自チームの得点が、CPUの得点を上回っていれば次のピリオド・試合に進めるが、同点か下回った場合は即ゲームオーバー（コンティニューなし）。
スコアは、ゴール時（ゴールの表示は、「GOAL」ではなく「GET」と表示される）1得点に付き2,000点が加算され、1ピリオド終了時点でリードしていた場合は、自チームとCPUの得失点差1点に付きボーナス1,000点が加算される（例.10-0でリードした場合は、10点×1,000点＝10,000点を獲得）。更に3ピリオド（1試合）終了時点でリードしていた場合は、3ピリオドの得失点差の他に、当該試合の得失点差（例.20-3で勝った場合は、17点×1,000点＝17,000点を獲得）も上乗せされて加算される。ゲームオーバー後に、ハイスコアランキングで上位5位以内に入ると、ネームエントリーが出来る。ネームエントリーはアルファベット（大文字のみ）、－，・，！，？から選択でき、タイム60以内に3文字で入力が可能。尚、スコアは999,900点が上限で、それを超えると算術オーバーフローにより0点に戻る。ただしカウンターストップ（実際はしていないが）した事を示すために、スコアの1の位にカウンターストップした回数が得点として表される。

## 出場チーム
6チームから、タイム15以内に選択可能。チーム名はゲーム発売当時（1984年）の日本アイスホッケーリーグに参加していた6チームをモチーフにしている。尚、個人の選手名は付けられなかった。
自チーム以外の5チームと対戦し、5チーム全てに勝利するとまた1チーム目からの対戦となるループゲームである。
| チーム名（頭文字〈全角〉が略称） | 1984年当時のチーム名         | 2014年現在のチーム名       |
| Ｆ-DENKO                         | 古河電工アイスホッケー部     | H.C.栃木日光アイスバックス |
| Ｊ-SEISHI                        | 十條製紙釧路アイスホッケー部 | 日本製紙クレインズ         |
| Ｋ-KEIKAKU                       | 国土計画アイスホッケー部     | 廃部                       |
| Ｏ-SEISHI                        | 王子製紙アイスホッケー部     | 王子イーグルス             |
| Ｓ-TETSUDO                       | 西武鉄道アイスホッケー部     | 廃部                       |
| Ｕ-JIRUSHI                       | 雪印乳業アイスホッケー部     | 札幌ホッケークラブ         |

※表記順は、チーム選択画面の記載順と同じである。